# Лобза, Людмила Михайловна
Людмила Михайловна Лобза (укр. Людмила Михайлівна Лобза, род. 10 апреля 1951, с. Гуровщина, Киево-Святошинский район, Киевская область, УССР) — советская и украинская актриса. Член Национального союза кинематографистов Украины.

## Биография
Окончила актёрский факультет Киевского государственного института театрального искусства им. И. Карпенко-Карого (1972). С 1972 года — актриса Киевской киностудии имени Александра Довженко. Первая большая роль в кино — Одарка («Как закалялась сталь», 1975). Среди ролей - гуцулка в фильме «Небылицы про Ивана» (1989). Снимается преимущественно в эпизодах.

## Фильмография
- 1973 — Абитуриентка — пассажирка самолета
- 1973 — Дума о Ковпаке — партизанка;
- 1973 — Как закалялась сталь — Одарка
- 1973 — Товарищ бригада — официантка (1-я серия);
- 1974 — Трудные этажи
- 1974 — Юркины рассветы — Нина Дудка, телятница
- 1975 — Волны Чёрного моря — жена арестованного (фильм 1)
- 1975 — Мои дорогие — гостья на торжестве
- 1975 — Небо-земля-небо — жена комсорга
- 1975 — Не отдавай королеву — пассажирка;
- 1976 — Время - московское — секретарь;
- 1976 — Дни Турбиных — молодуха на митинге
- 1976 — Преступление
- 1977 — Дипломаты поневоле — колхозница;
- 1977 — На короткой волне — Нюрка
- 1977 — Родные — Капырина
- 1977 — Хлеб детства моего — соседка;
- 1978 — Накануне премьеры — актриса;
- 1978 — Предвещает победу — Тата
- 1978 — Свадебный венок — соседка;
- 1979 — Белая тень — Хорол;
- 1979 — Вавилон ХХ — селянка
- 1979 — Выгодный контракт — Фаина Герасимова
- 1979 — Киевские встречи —
- 1979 — Поезд чрезвычайного назначения —
- 1979 — Полоска нескошенных диких цветов — мамаша
- 1979 — Пробивной человек — дежурная по железнодорожному переезду;
- 1980 — Долгие дни, короткие недели — Клава;
- 1980 — Лесная песня. Мавка — Килина;
- 1981 — Беспокойное лето — Катя;
- 1981 — Высокий перевал — рабочая
- 1981 — Колесо истории (фильм)[укр.] —
- 1981 — Под свист пуль —
- 1981 — Яблоко на ладони — жительница приморского городка;
- 1982 — Возвращение Баттерфляй — Франческа;
- 1982 — Свидание —
- 1982 — Улыбки Нечипоровки — Солоха
- 1983 — Двое под одним зонтом —
- 1983 — Карусель —
- 1983 — Климко — женщина на базаре
- 1983 — Ускорение
- 1983 — Миргород и его обитатели — Гапка
- 1983 — Провал операции «Большая Медведица» — жена председателя
- 1983 — Счастье Никифора Бубнова — шахтёрка
- 1983 — Три гильзы от английского карабина —
- 1984 — Благие намерения — Маша;
- 1984 — В лесах под Ковелем
- 1984 — Два гусара — служанка
- 1984 — Если можешь, прости… — кассирша
- 1984 — Затерянные в песках
- 1984 — Канкан в английском парке — беженка
- 1984 — Рассмешите клоуна — Таня
- 1984 — Украденное счастье
- 1984 — У призраков в плену
- 1985 — Володя большой, Володя маленький — прислуга Льва Андреевича;
- 1985 — Каждый охотник желает знать — Вера
- 1985 — Кармелюк — прохожая
- 1985 — Легенда о бессмертии —
- 1985 — На крутизне — селянка
- 1985 — По зову сердца — селянка
- 1985 — Тройка
- 1986 — Вечерницы — Риндочка;
- 1986 — В поисках выхода (киноальманах) — жена Пилипенко
- 1986 — Золотая цепь — дама на балу
- 1986 — Мама, родная, любимая — домработница
- 1986 — Обвиняется свадьба — гостья;
- 1987 — Восемнадцатилетние — мать Одуванчика;
- 1987 — Пока есть время —
- 1987 — Соломенные колокола — Вустя;
- 1988 — Автопортрет неизвестного — буфетчица;
- 1988 — Бич Божий — Феодосия Ростиславовна;
- 1988 — Гибель богов (короткометражный) — жена Савки
- 1988 — Голубая роза —
- 1988 — Дама с попугаем —
- 1988 — Зов родственного томления —
- 1988 — Каменная душа
- 1988 — Любовь к ближнему — дама;
- 1988 — Ожог — жена Димы
- 1988 — Поляна сказок — дорожная рабочая;
- 1989 — Войди в каждый дом —
- 1989 — Небылицы про Ивана — гуцулка
- 1989 — Полнолуние — тетя Люся
- 1989 — Трудно быть богом —
- 1989 — Хочу сделать признание — Дарка;
- 1990 — Буйная
- 1990 — Дамский портной
- 1990 — Допинг для ангелов
- 1990 — Дрянь — соседка
- 1990 — История пани Ивги
- 1990 — Меланхолический вальс — Катерина;
- 1990 — Распад
- 1990 — Тёплая мозаика ретро и чуть-чуть
- 1990 — Украинская вендетта — Одарка
- 1990 — Ха-би-ассы — женщина в поле
- 1990 — Яма — кухарка Фрося;
- 1991 — Имитатор — Людмила;
- 1991 — Миленький ты мой
- 1991 — Одиссея капитана Блада — трактирщица на Тортуге;
- 1992 — Иван и кобыла
- 1992 — Мелодрама с покушением на убийство
- 1992 — Сердца трёх
- 1992 — Сорочка со стежкой
- 1993 — Всё прошло
- 1993 — Кайдашева семья — Кайдашиха
- 1993 — Команда в поисках миллионерши
- 1993 — Ночь вопросов
- 1993 — Фучжоу / Очiкуючи вантаж на рейдi Фучжоу бiля пагоди — крестьянка
- 1994 — Афганец-2
- 1994 — Выкуп
- 1995 — Репортаж — жена генерала-майора
- 1995 — Сказка про богиню Макошь (мультфильм)
- 1997 — Седьмой маршрут
- 2005 — Неотложка — санитарка.